# IC 2884
IC 2884 — галактика типу *Grp (велика група зірок) у сузір'ї Хамелеон.
Цей об'єкт міститься в оригінальній редакції індексного каталогу.